# Trivia
A. Trivia este o noțiune folosită în mod obișnuit pentru a desemna un concurs de cultură generală, bazat pe întrebări și răspunsuri relativ simple ca formulare. Este cunoscută îndeosebi sub forma boților de trivia ce rulează pe o mulțime de canale de chat.
Bot de trivia - program ce conține un set de întrebări pe care le pune aleatoriu la un anumit interval de timp și acordă celor care dau raspunsul corect puncte. De asemenea ține un clasament, anumite statistici, oferă posibilitatea jocului pe echipe etc. Este important pentru jucător atât furnizarea raspunsului corect la întrebare cât și tastarea lui cu rapiditate.
Canale de chat cu trivia (undernet) populare: #Trivia
B. Trivia și varia (Plurale tantum) sunt denumiri pentru informații sau cunoștințe irelevante care au legătură doar cu un subiect specific într-un sens mai larg. 
Trivia înseamnă ceva de genul „lucruri mici, mărunte, dar care merită cunoscute”, „una–alta”, uneori însemnând și „curiozități”, „rarități” sau „ciudățenii”.
Varia înseamnă literalmente „diferit”, „variat°.

## Originea cuvântului
Trivia provine din latinescul trivialis, „aparținând celor cu trei căi; comun, binecunoscut”. Adjectivul este derivat din latinescul trivium „intersecția a trei căi (sau moduri)”. 
 Varia  este o formă neutră de plural a latinescului  varius  („diferit, colorat”), un cuvânt care înseamnă „diferit, amestecat”.  